# STS-103
إس تي إس-103 (بالإنجليزية: STS-103)‏ هي بعثة الخدمة الثالثة-أ  لصيانة مرصد هابل الفضائي (SM3A)  عن طريق مكوك الفضاء ديسكفري. انطلق من مركز كينيدي للفضاء في 19 ديسمبر من عام 1999 وعاد للأرض في 27 ديسمبر من عام 1999. قُسَّمت هذه البعثة إلى بعثتين هما 3B و3A بسبب تعطُّل ثلاثة من الجيروسكوبات الستَّة التي كانت على المرصد، بينما تعطَّل الجيروسكوب الرَّابع قبل الانطلاق للبعثة الثالثة ببضعة أسابيع وهذا العُطل قد جعل المقراب غير قادرٍ على القيام بدوره في الملاحظات العلميَّة.